# Audrey Rorive
Audrey Rorive est une femme politique belge d'extrême droite née le 1er février 1973 à Uccle (Belgique).	 	 	

## Biographie
Esthéticienne de profession, elle est la compagne de Daniel Féret.
Audrey Rorive a été élue député bruxellois sur les listes du Front national par suppléance en juin 1999 et réélue en 2004.	
Ses opposants politiques  soulignent son peu d'activité au parlement : selon  le Centre démocrate humaniste elle n'a pas fait  « la moindre proposition de décret ou d’ordonnance, pas la moindre interpellation en cinq ans », pour le Front national. « En quatre ans de mandat, les 2 députés FN de Bruxelles n’ont pas pris la parole, n’ont pas posé une question, n’ont pas déposé une seule proposition et ont souvent justifié leurs fréquentes absences par des certificats médicaux (de complaisance ?) » . 
Elle fait actuellement l'objet, comme son compagnon, d'une instruction judiciaire pour escroquerie, abus de confiance et abus de biens sociaux.  Elle est poursuivie également, comme Daniel Féret, devant le Tribunal correctionnel de Namur pour faux et usage de faux ainsi que pour infraction à la législation sur la vie privée, commis lors de la confection de la liste du FN pour l'élection du Parlement européen en 2004.
Il lui est reproché par le tribunal de première instance de Bruxelles, de pratiquer des confusions de patrimoine, dans la gestion de la S.A. Eurodim, et de l'asbl A.F.F.N. (association de financement du Front national, chargée de recueillir les fonds publics du parti), sociétés dont elle est, ainsi que son compagnon Daniel Féret, administrateur. Elle a notamment bénéficié d'un prêt de 250 000 euros de la part de l'A.F.F.N. afin de s'acheter une villa dans le sud de la France.
Elle a été exclue du Front national par un vote du Bureau politique le 3 décembre 2007. Les raisons invoquées furent « ses comportements public et privé, notamment ses mœurs financières en particulier dans le contexte de sa gestion de la dotation publique accordée au FN dans le cadre du financement des partis politiques » qui aurait, selon le Bureau politique, porté un préjudice durable à l’image du Parti auprès du public.
Elle a été condamnée le 2 juin 2008 par le tribunal correctionnel de Namur à 9 mois de prison avec cinq ans de sursis et à une amende de 100 euros, pour faux et usage de faux dans le cadre des élections européennes de 2004.